# Mythicomyia rileyi
Mythicomyia rileyi is een vliegensoort uit de familie van de Mythicomyiidae. De wetenschappelijke naam van de soort is voor het eerst geldig gepubliceerd in 1893 door Coquillett.